# ۱۰۷۸ (میلادی)
۱۰۷۸ (میلادی) هفتاد و هشتمین سال از سده یازدهم در گاه‌شماری میلادی بود.

## رویدادها
- آغاز ساخت برج لندن

## درگذشتگان
‎